# Abhijeet Bhattacharya
Abhijeet Bhattacharya (Bengalí: অভিজিৎ ভট্টাচার্য) es un cantante indio.

## Biografía
Abhijeet nació en el seno de una familia bengalí en Mumbai el 30 de octubre de 1958, además es el más joven de cuatro hermanos. Estudio la Escuela Secundaria en el Colegio Interamericano Chunni Ganj, en Kanpur, y luego se graduó en la carrera de comercio (B. Com.) Del Christ Church College, Kanpur en 1977. Comenzó a cantar en el escenario a partir de 1970.

## Carrera
Abhijeet inició su Mumbai en 1981, cuando trabajaba como censor jurado de cuentas. Debido a su fascinación por el canto y la música, decidió seguir una carrera musical en el canto de playback o de reproducción y dejar su profesión de censor jurado de cuentas.
Recibió una llamada de Rahul Dev Burman, para interpretar una canción para la película de Dev Anand.
En la década de 1990, inició su carrera como cantante de playback. Entre sus canciones incluyen el trabajo de la película Baaghi, compuesta por Ek chanchal shokh hasina, Chandni raat hai y Har kasam se badi hai. En 1994, cuando participó en películas como Yeh Dillagi, Anjaam, Raja Babu y Main Khiladi Tu Anari. Él ganó el premio Filmfare, nominado como el Mejor cantante de playback en 1997. Empezó a interpretar otras canciones para películas como Baadshah, Yes Boss, Dilwale Dulhaniya Le Jayenge, Josh, Dhadkan, Chalte Chalte, Main Hoon Na y muchos otros.

## Canciones notables
| Año  | Película                     | Nombres de canciones                                            | Co-canciones                        | Músico Directores               |
| ---- | ---------------------------- | --------------------------------------------------------------- | ----------------------------------- | ------------------------------- |
| 1990 | Baaghi                       | "Ek Chanchal Shook Haseena"                                     | Solo                                | Anand-Milind                    |
| 1991 | Dil Hai Ke Manta Nahin       | "Dil Tujhpe Aa Gaya"                                            | Anuradha Paudwal                    | Nadeem-Shravan                  |
| 1992 | Khiladi                      | "Wada Raha Sanam"                                               | Alka Yagnik                         | Jatin-Lalit                     |
| 1993 | Darr                         | "Darwaza Band Karlo"                                            | Lata Mangeshkar                     | Shiv-Hari                       |
| 1994 | Yeh Dillagi                  | "Ole Ole", "Lagi Lagi Hai"                                      | Solo, Udit Narayan, Lata Mangeshkar | Dilip Sen-Sameer Sen            |
| 1994 | Main Khiladi Tu Anari        | "Main Khiladi Tu Anari"                                         | Udit Narayan, Anu Malik             | Anu Malik                       |
| 1994 | Raja Babu                    | "A Aa E Ee"                                                     | Solo                                | Anand-Milind                    |
| 1994 | Anjaam                       | "Badi Mushkil Hai"                                              | Solo                                | Anand-Milind                    |
| 1995 | Dilwale Dulhaniya Le Jayenge | "Zara Sa Jhoom Loon Mein"                                       | Asha Bhosle                         | Jatin-Lalit                     |
| 1995 | Sabse Bada Khiladi           | "Bharo Meri Mang Baro"                                          | Jyoti                               | Rajesh Roshan                   |
| 1995 | Takkar                       | "Aankhon Main Base Ho Tum"                                      | Alka Yagnik                         | Anu Malik                       |
| 1996 | Fareb                        | "Yeh Teri Aankhen"                                              | Solo                                | Jatin-Lalit                     |
| 1996 | Khiladiyon Ka Khiladi        | "Itna Mujhe Pata Hai"                                           | Kavita Krishnamurthy                | Anu Malik                       |
| 1996 | Rakshak                      | "Shehar Ki Ladki"                                               | Chandra Dixit                       | Anand-Milind                    |
| 1996 | Krishna                      | "Jhanjhriya"                                                    | Solo                                | Anu Malik                       |
| 1996 | Daraar                       | "Deewana Deewana Main Tere Liye", "Yeh Pyaar Pyaar Kya Hai"     | Sadhana Sargam, Alka Yagnik         | Anu Malik                       |
| 1996 | Dastak                       | "Tumhain Kaise Main Batoo"                                      | Solo                                | Rajesh Roshan                   |
| 1997 | Judwaa                       | "Tan Tana Tan Tan Tara"                                         | Poornima                            | Anu Malik                       |
| 1997 | Mohabbat                     | "Meri Jaane Jaana"                                              | Kavita Krishnamurthy                | Nadeem-Shravan                  |
| 1997 | Yes Boss                     | "Chaand Taare", "Suniye To", "Main Koi Aisa Geet"               | Solo, Alka Yagnik                   | Jatin-Lalit                     |
| 1997 | Judaai                       | "Mujhe Pyaar Hua"                                               | Alka Yagnik                         | Nadeem-Shravan                  |
| 1997 | Mr. and Mrs. Khiladi         | "Jume Ke Jume", "Jab Tak Rahega Samosa Main Aloo"               | Poornima, Sapna Mukherjee           | Anu Malik                       |
| 1998 | Keemat                       | "Koi Nahin Tere Jaise"                                          | Udit Narayan, Hema Sardesai         | Rajesh Roshan                   |
| 1999 | Baadshah                     | "Baadshah O Baadshah", "Woh Ladki Jo Saab Se"                   | Solo, Alka Yagnik                   | Anu Malik                       |
| 1999 | Dil Hi Dil Mein              | "Ae Nazneen Sunona"                                             | Solo                                | A.R. Rahman                     |
| 1999 | Khoobsurat                   | "Bahoot Khoobsurat Ho"                                          | Neerja Pundit                       | Jatin Lalit                     |
| 2000 | Phir Bhi Dil Hai Hindustani  | "I'm The Best", "Kuch To Bata", "Aur Kya"                       | Solo, Alka Yagnik                   | Jatin-Lalit                     |
| 2000 | Chal Mere Bhai               | "Chori Chori Sapno Mein"                                        | Alka Yagnik                         | Anand-Milind                    |
| 2000 | Josh                         | "Mere Khyaloon Ki Malika"                                       | Jolly Mukherjee, Hema Sardesai      | Anu Malik                       |
| 2000 | Dhadkan                      | "Tum Dil Ki Dhadkan"                                            | Alka Yagnik                         | Nadeem-Shravan                  |
| 2000 | Khiladi 420                  | "Dil Le Le"                                                     | Alka Yagnik                         | Sanjeev Darshan                 |
| 2001 | Asoka                        | "Roshini Se", "Raat Ka Nasha"                                   | Alka Yagnik, K.S. Chithra           | Anu Malik                       |
| 2001 | Raaz                         | "Pyaar Se Pyaar Hum"                                            | Solo                                | Nadeem-Shravan                  |
| 2001 | Awara Paagal Deewana         | "Maine To Khai Kasam"                                           | Sunidhi Chauhan                     | Anu Malik                       |
| 2003 | Chalte Chalte                | "Suno Na Suno Na", "Chalte Chalte", "Tauba Tumhare Yeh Ishaare" | Solo, Alka Yagnik                   | Jatin-Lalit, Aadesh Shrivastava |
| 2004 | Main Hoon Na                 | "Title Song (Sad)", "Tumhe Jo Maine Dekha"                      | Solo, Shreya Ghoshal                | Anu Malik                       |
| 2005 | Bewafaa                      | "Ishq Chupta Nahin"                                             | Solo                                | Nadeem-Shravan                  |
| 2005 | Dosti                        | "Aisa Koi Zindagi Mein"                                         | Alka Yagnik                         | Nadeem-Shravan                  |
| 2006 | Gangster                     | "Lamha Lamha"                                                   | Sunidhi Chauhan                     | Pritam                          |
| 2007 | Kaafila                      | "Sandesa Aaya"                                                  | Sukhwinder Singh, Nabi Madjnun      | Sukhwinder Singh                |
| 2007 | Om Shanti Om                 | "Dhoom Taana"                                                   | Shreya Ghoshal                      | Vishal-Shekhar                  |